# إيجور جيراسيموف
إيجور جيراسيموف (مواليد 11 نوفمبر 1992) هو لاعب تنس محترف بيلاروسي،. أعلى تصنيف له في الفردي كان ال65 في فبراير 2020.

## روابط خارجية
- إيجور جيراسيموف على موقع رابطة محترفي التنس (الإنجليزية)
- إيجور جيراسيموف على موقع الاتحاد الدولي لكرة المضرب (الإنجليزية)
- إيجور جيراسيموف على موقع كأس ديفيز (الإنجليزية)
- إيجور جيراسيموف على موقع خلاصة التنس.كوم (الإنجليزية)
- إيجور جيراسيموف على موقع إي إس بي إن.كوم (الإنجليزية)
- إيجور جيراسيموف على موقع أوليمبيديا (الإنجليزية)